# ADジャラグア
ADジャラグア（ポルトガル語: Associação Desportiva Jaraguá）は、ブラジル・サンタカタリーナ州ジャラグア・ド・スルを本拠地とするフットサルクラブ。1992年2月15日に創設された。リーガ・ナシオナルに所属している。スポンサー名称でマウウィー・ジャラグア(ポルトガル語: Malwee Jaraguá)と呼ばれることもある。8,000席を有するアレーナ・ジャラグアをホームアリーナとしている。

## 歴史
1992年2月15日にADジャラグアとして創設された。2000年にリーガ・ナシオナル（ブラジル1部リーグ）に昇格した。2001年からはマウウィー・マウアス(Malwee Malhas)がスポンサーとなり、マウウィー・ジャラグアなどとも呼ばれている。2001年にはジャラグアに在籍していたマノエル・トビアスがフットサル世界最優秀選手賞を受賞した。
2003年にはタッサ・ブラジルで初優勝し、2007年まで5連覇を果たしている。2004年にはコパ・リベルタドーレスで初優勝し、2007年まで4連覇を果たしている。2005年には初めてリーガ・ナシオナルで優勝し、2007年にはリーガ・ナシオナルで2度目の優勝を遂げた。2005年から2008年まで4年連続でコパ・リベルタドーレスの決勝に進出したが、4度ともスペインのインテルFSに敗れて準優勝に終わった。2003年から2010年にはファルカンが在籍し、在籍中の2004年と2006年にフットサル世界最優秀選手賞を受賞している。
2010年11月には解散を発表したものの、2012年にはリーグに再登録した。

## タイトル

### 国内大会
- リーガ・ナシオナル (4) : 2005, 2007, 2008, 2010
- タッサ・ブラジル（英語版） (6) : 2003, 2004, 2005, 2006, 2007, 2008
- スーペルリーガ・ヂ・フットサル（ポルトガル語版） (2) : 2005, 2006
- サンタカタリーナ州選手権 (5) : 2002, 2003, 2004, 2005, 2006
- サンタカタリーナ州カップ (2) : 2002, 2006

### 国際大会
- コパ・リベルタドーレス（英語版） (4) : 2004, 2005, 2006, 2007
- 国際アンブロカップ (1) : 2002